# Egyensúly Intézet
Az Egyensúly Intézet (Equilibrium Institute) 2018-ban alapított jövő- és problémaorientált szakpolitikai agytröszt, melynek célja, hogy vízióalkotó és szakpolitikai munkájával, új szempontok és megoldási javaslatok megjelenítésével hozzájáruljon Magyarország megújulásához és felemelkedéséhez. 2020-ban jelent meg a Magyarország 2030 – Jövőkép a magyaroknak című sikerlistás kötetük az ország hosszú távú jövőképről. A független agytröszt havonta jelentet meg szakpolitikai javaslatokat gazdaságpolitikáról, klímaváltozásról és fenntarthatóságról, foglalkoztatáspolitikáról, légszennyezésről és oktatáspolitikáról.  

## Vezető munkatársak
- Boros Tamás – Politikai elemző. Az Egyensúly Intézet igazgatója és társalapítója.
- Kozák Ákos – Közgazdász, szociológus. Az Egyensúly Intézet üzleti kapcsolatokért felelős igazgatója.
- Filippov Gábor – Történész, politológus. Az Egyensúly Intézet kutatási igazgatója.
- Csernus Dóra – Közgazdász. Az Egyensúly Intézet vezető klíma- és környezetpolitikai szakértője.

## További információ
- Az Egyensúly Intézet agytröszt honlapja
- Az intézet Facebook oldala
- Az intézet LinkedIn oldala